# Pterolophia nigrovirgulata
Pterolophia nigrovirgulata är en skalbaggsart som beskrevs av Stefan von Breuning 1939. Pterolophia nigrovirgulata ingår i släktet Pterolophia och familjen långhorningar.
Artens utbredningsområde är Nepal. Inga underarter finns listade i Catalogue of Life.